# Cristian Girard (futbolista)
Cristian Fabio Girard (Sunchales, Provincia de Santa Fe, Argentina; 6 de marzo de 1985) es un futbolista argentino. Juega como delantero y su primer equipo fue Libertad de Sunchales. Luego de un paso por el León de Rafaela (9 de Julio de Rafaela) en el Torneo Regional Amateur, ha vuelto al club que lo vio nacer.

## Trayectoria

### Carrera local
El club que lo vio nacer fue Libertad de Sunchales. En el equipo "cañonero" logró destacarse y eso le abrió la puerta de otras instituciones del ascenso como Racing de Olavarría, Textil Mandiyú, Deportivo Madryn, Estudiantes de Caseros y Douglas Haig de Pergamino, entre otras.

### Su paso por el fútbol internacional
En el año 2013 formó parte del plantel del Real Potosí de Bolivia, equipo con el que participó de la Copa Sudamericana, donde vio la acción en 2 encuentros aunque no consiguió anotar goles. Sin embargo, en el campeonato local de Bolivia consiguió la destacada marca de 5 goles en 13 partidos disputados.

## Clubes
| Club                           | País      | Año       |
| ------------------------------ | --------- | --------- |
| Libertad de Sunchales          | Argentina | 2004-2010 |
| Racing de Olavarría            | Argentina | 2010-2011 |
| Textil Mandiyú de Corrientes   | Argentina | 2011      |
| Jorge Newbery (CR)             | Argentina | 2012      |
| Deportivo Madryn               | Argentina | 2012-2013 |
| Real Potosí                    | Bolivia   | 2013      |
| Estudiantes de Caseros         | Argentina | 2014      |
| Brown de Puerto Madryn         | Argentina | 2014      |
| Deportivo Madryn               | Argentina | 2015      |
| San Lorenzo de Alem            | Argentina | 2016      |
| Juventud Antoniana de Salta    | Argentina | 2016      |
| Deportivo Petapa               | Guatemala | 2017      |
| Ferro de General Pico          | Argentina | 2017-2018 |
| Douglas Haig de Pergamino      | Argentina | 2018-2019 |
| Ferrocarril del Estado Rafaela | Argentina | 2020-2020 |
| 9 de Julio de Rafaela          | Argentina | 2021-2021 |
| Libertad de Sunchales          | Argentina | 2021-?    |

## Palmarés
| Título                 | Club                  | País      | Año  |
| ---------------------- | --------------------- | --------- | ---- |
| Ascenso al Argentino A | Libertad de Sunchales | Argentina | 2007 |